# Turmstrasse

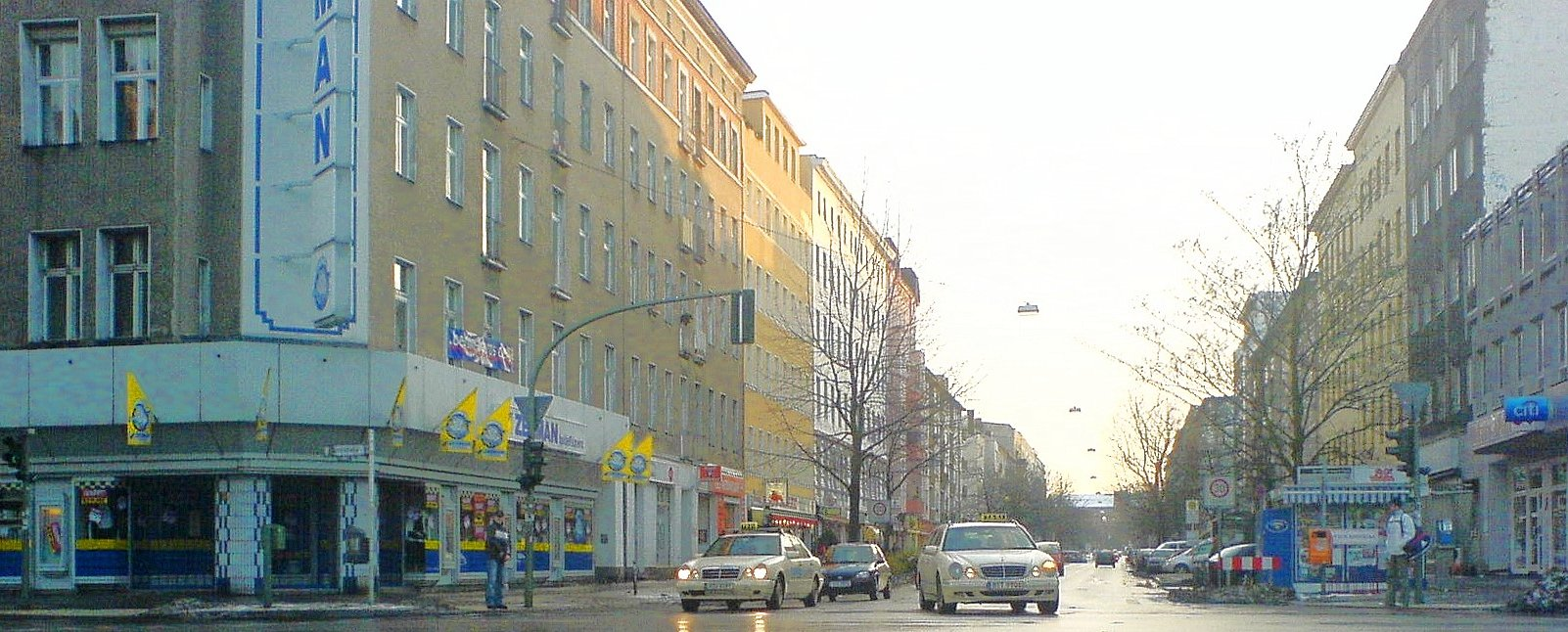
Turmstraße

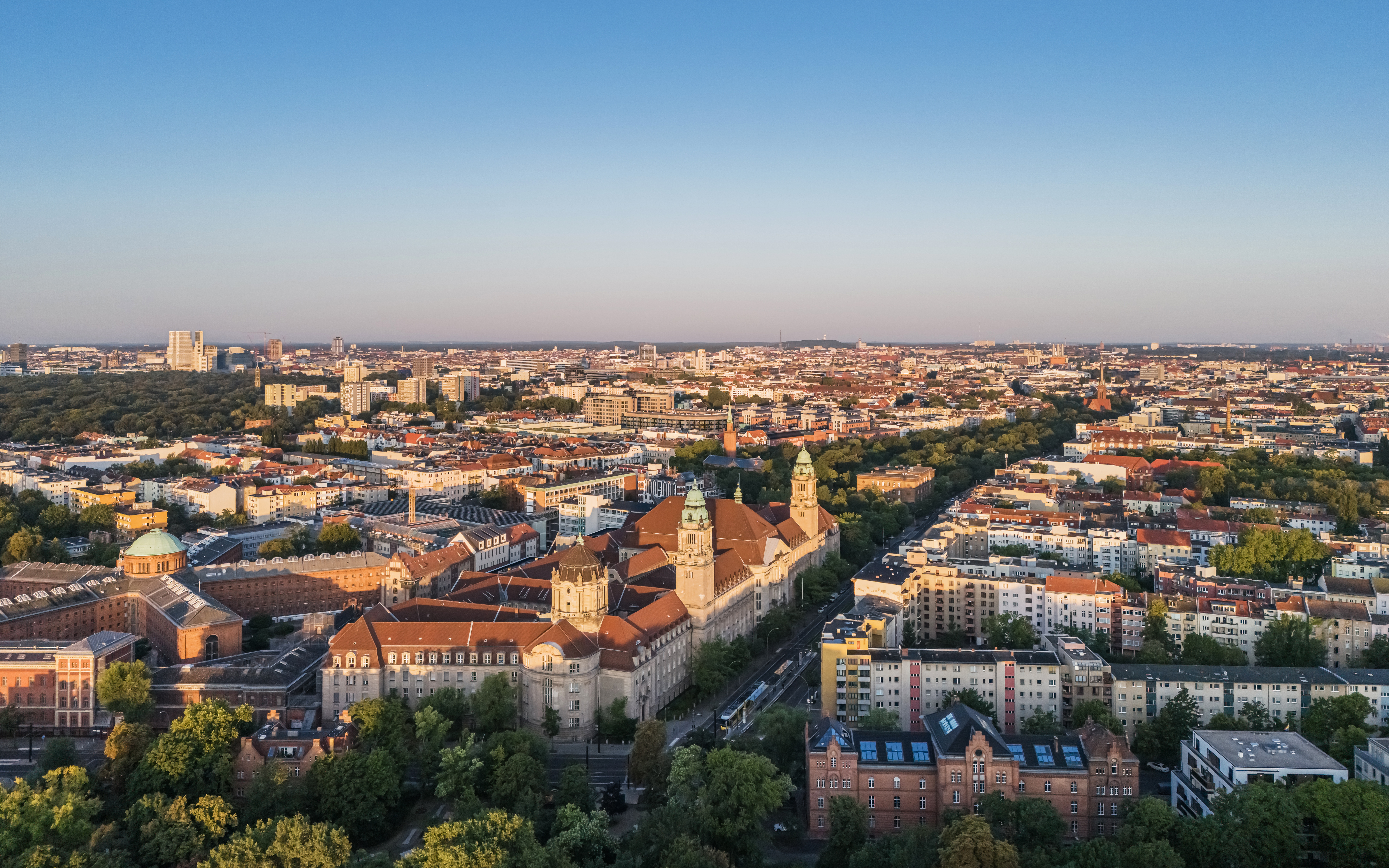
Kriminaldomstol Moabit vid Turmstraße

Turmstraße är en gata i stadsdelen Moabit i Mitte i Berlin, Tyskland. Under gatan finns tunnelbanestation Turmstraße som ligger två stationer från Zoologischer Garten, västra Berlins centrum.